# Saint-Firmin-des-Prés
Saint-Firmin-des-Prés è un comune francese di 883 abitanti situato nel dipartimento del Loir-et-Cher nella regione del Centro-Valle della Loira.

## Società

### Evoluzione demografica
Abitanti censiti